# Münchner Charta
Die Münchner Charta ist eine international gültige Deklaration der Pflichten und Rechte von Journalisten.
Die Charta beschreibt den Kern der Berufsethik für den Journalismus. Sie umfasst zehn Pflichten und fünf Rechte. Die Charta wurde am 24. November 1971 in München unterzeichnet. Später wurde sie von der Europäischen Journalisten-Föderation (EJF) als europäische Referenz für das ethische Verhalten im Journalismus übernommen.
Im 21. Jahrhundert veröffentlichte Reporter ohne Grenzen (RSF) die Münchner Charta, mit der Empfehlung zur weltweiten Anwendung. Sie liegt als englischer Text vor.

## Geschichte
1918 legten die französischen Journalisten für sich eine Charta der Berufspflichten und Rechte fest. Diese wurden 1938 überarbeitet und um weitere Rechte ergänzt. Die publizierte Charta sollte den Respekt für Journalisten erhöhen.
1971 wurde auf einer Konferenz, die in München auf Einladung des Deutschen Journalisten-Verbandes stattfand, die Liste der Berufspflichten und Rechte als „Münchner Charta“ veröffentlicht und sie ist seitdem unter diesem Namen bekannt. Der französische Journalist Paul Parisot hatte die französische Charta eingebracht, und sie wurde auf der Münchner Konferenz ergänzt.
Teilnehmer dieser Journalisten Konferenz, unter anderen französische Journalistengewerkschaften, sowie solche aus weiteren fünf europäischen Ländern des Gemeinsamen Marktes (Deutschland, Belgien, Italien, Luxemburg und den Niederlanden) und die schweizerische und österreichische Journalistengewerkschaft, unterzeichneten in München die Charta.
1985 wurde die weltweit tätige Organisation RSF (Reporter ohne Grenzen) gegründet. RSF verbesserte die Münchner Charta, durch Erhöhung der Anzahl der Pflichten von 10 auf 11. RSF hielt an den fünf Rechten fest, wie sie ursprünglich in München veröffentlicht wurden. RSF verwendet die Münchner Charta, um Journalisten auszubilden, sie zu schützen, ihnen Orientierung zu geben und um das Vertrauen in den Journalismus in der Öffentlichkeit zu stärken. Daher wird die Charta als Anhang im Bereich Ausbildung von Journalisten auf der RSF-Website in englischer Sprache veröffentlicht.
Die Münchner Charta wird von der britischen Journalistenunterstützungsseite MediaWise Trust empfohlen. Allerdings werden hier nur 10 Pflichten und keine Rechte veröffentlicht.
Ein ähnlicher Verhaltenskodex für Journalisten ist auch aus den USA bekannt, er ist allerdings viel länger und komplexer.

## Anwendbarkeit
Die lange Tradition der Charta und ihr konzises Aufbau wird als Grund für ihre praktische Relevanz angeführt.
Die Münchner Charta beruht auf den seit 100 Jahre eingesetzten Verhaltenskodizes für den Journalismus in Frankreich. Die umfassende Balance von Rechten und Pflichten lässt sich auf nur einer Druckseite darlegen und stellt somit einen konzisen und nützlichen Maßstab für die Praxis eines guten und vertrauenswürdigen Journalismus dar.